# Cadia commersoniana
Cadia commersoniana är en ärtväxtart som beskrevs av Henri Ernest Baillon. Cadia commersoniana ingår i släktet Cadia och familjen ärtväxter. Inga underarter finns listade i Catalogue of Life.